# Paraphasmophaga clavis
Paraphasmophaga clavis là một loài ruồi trong họ Tachinidae.